# Devin Haney
Devin Miles Haney (* 17. November 1998 in San Francisco, Kalifornien) ist ein US-amerikanischer Profiboxer und aktueller Weltmeister aller vier bedeutenden Verbände (WBA, IBF, WBC, WBO) im Leichtgewicht (Undisputed Champion), sowie WBC-Weltmeister im Halbweltergewicht. Am 20. April 2024 erlitt Haney seine erste Niederlage gegen den ebenfalls US-amerikanischen Profiboxer Ryan Garcia, musste den Titel im WBC-Superleichtgewicht jedoch nicht abgeben, da sein Kontrahent das Gewichtslimit um 1,5 Kilogramm überschritt.

## Amateurkarriere
Devin Haney begann im Alter von sieben Jahren mit dem Boxsport und siegte in 138 von 146 Amateurkämpfen. Er gewann sieben nationale Meistertitel, darunter die US-amerikanische Juniorenmeisterschaft 2014 im Federgewicht und die US-amerikanische Jugendmeisterschaft 2015 im Leichtgewicht, wobei ihm auch zwei Siege gegen Ryan Garcia gelangen. Darüber hinaus war er Viertelfinalist der Junioren-Weltmeisterschaft 2013 in Kiew.

## Profikarriere
Haney wechselte noch 2015 im Alter von 17 Jahren in das Profilager und musste seine ersten Kämpfe in bzw. für Mexiko bestreiten, da ihm der Staat Kalifornien erst im Alter von 18 Jahren eine Profilizenz erteilen konnte.
Am 11. Mai 2018 siegte er vorzeitig in der neunten Runde gegen Mason Menard (Kampfbilanz: 33-2) und wurde dadurch US-Meister der IBF im Leichtgewicht. Zudem gewann er am 28. September 2018 einstimmig gegen Juan Burgos (33-2) und wurde dadurch Nordamerikameister der IBF im Leichtgewicht.
Am 11. Januar 2019 boxte er um die Titel WBC-International und WBO-Intercontinental im Leichtgewicht und gewann einstimmig gegen Xolisani Ndongeni (25-0). Am 25. Mai 2019 gewann er zusätzlich den Titel WBA-International durch einen K.-o.-Sieg in der siebenten Runde gegen Antonio Moran (24-3).
Am 13. September 2019 boxte er gegen Saur Abdullajew (11-0) um die Interims-Weltmeisterschaft der WBC im Leichtgewicht und siegte durch Aufgabe seines Gegners nach der vierten Runde. Im Oktober 2019 wurde Haney dann vom Verband zum regulären WBC-Weltmeister im Leichtgewicht ernannt, nachdem der bisherige Titelträger Wassyl Lomatschenko zum „WBC Franchise-Champion“ hochgestuft worden war.
Den WBC-Weltmeistertitel verteidigte er im November 2019 im Zuge einer freiwilligen Titelverteidigung einstimmig gegen Alfredo Santiago (12-0), musste jedoch aufgrund einer Schulterverletzung mit anschließender Operation pausieren, weshalb er von der WBC im Dezember 2019 zum „Champion-In-Recess“ erklärt wurde, da er aufgrund seines Ausfalls keine Pflichttitelverteidigung gegen Javier Fortuna hätte bestreiten können. Im Anschluss wurden Javier Fortuna und Luke Campbell nominiert, um den WBC-Weltmeistertitel zu boxen. Haney hätte nach seiner Genesung aufgrund seines Status die Möglichkeit erhalten, sofort wieder um den Titel boxen zu dürfen. Im März 2020 gab das Team von Haney bekannt, dass dieser wieder genesen und kampfbereit sei. Da der Kampf zwischen Fortuna und Campbell bis dahin noch nicht zustande gekommen war, entschied sich der WBC-Verband im April 2020 dafür, Haney wieder als regulären Weltmeister zu führen.
Seine nächste Titelverteidigung bestritt er dann im November 2020 gegen Yuriorkis Gamboa (30-3), Olympiasieger von 2004 und ehemaliger WBA/IBF-Weltmeister, und siegte einstimmig nach Punkten.
2021 folgten jeweils einstimmige Titelverteidigungen gegen Jorge Linares (47-5), ehemaliger Weltmeister dreier Gewichtsklassen, sowie Joseph Diaz (32-1), der Javier Fortuna beim Kampf um den WBC-Interimstitel besiegt hatte.
Der als Nummer 1 im Leichtgewicht geführte IBF/WBA/WBO-Weltmeister Teófimo López war im November 2021 von George Kambosos (20-0) besiegt worden, der als Nächstes am 5. Juni 2022 in einem Vereinigungskampf aller Titel gegen Devin Haney antrat. Haney gewann den Kampf einstimmig nach Punkten, vereinte damit alle vier bedeutenden Titel einer Gewichtsklasse und wurde anschließend als Linearer Weltmeister und Weltranglisten-Erster des Ring Magazine geführt.
Seine erste Titelverteidigung aller Gürtel bestritt er am 16. Oktober 2022 im Rahmen eines Rückkampfes gegen George Kambosos und siegte erneut einstimmig. Seine nächste Titelverteidigung gewann er am 20. Mai 2023 einstimmig gegen Wassyl Lomatschenko (17-2).
Am 9. Dezember 2023 boxte er im Halbweltergewicht gegen den dortigen WBC-Weltmeister Regis Prograis und siegte nach Punkten.

## Liste der Profikämpfe
| 31 Siege (15 K.-o.-Siege), 1 Niederlagen, 0 Unentschieden |               |                                                   | |                                                     |
| Jahr                                                      | Tag           | Ort                                               | Gegner | Ergebnis für Haney                                  |
| 2015                                                      | 11. Dezember  | Billar El Perro Salado, Tijuana, Mexiko           | Gonzalo Lopez Rodriguez                                                                                              | Sieg / TKO 1. Runde                                 |
| 2015                                                      | 18. Dezember  | Billar El Perro Salado, Tijuana, Mexiko           | Jose Iniguez | Sieg / TKO 1. Runde                                 |
| 2016                                                      | 20. Februar   | Billar El Perro Salado, Tijuana, Mexiko           | Jorge Sillas Amor | Punktsieg (einstimmig) / 6 Runden                   |
| 2016                                                      | 19. März      | Billar El Perro Salado, Tijuana, Mexiko           | Roman Melendez Hernandez                                                                                             | Sieg / TKO 1. Runde                                 |
| 2016                                                      | 9. April      | MGM Grand Garden Arena, Las Vegas, USA            | Rafael Vazquez | Punktsieg (einstimmig) / 4 Runden                   |
| 2016                                                      | 21. Mai       | Downtown Las Vegas Event Center, Las Vegas, USA   | Jairo Vargas | Sieg / TKO 4. Runde                                 |
| 2016                                                      | 25. Juni      | Belle of Baton Rouge Casino, Baton Rouge, USA     | Clay Burns | Punktsieg (einstimmig) / 6 Runden                   |
| 2016                                                      | 12. August    | Grand Hotel, Tijuana, Mexiko                      | Javier Meraz | Sieg / TKO 2. Runde                                 |
| 2016                                                      | 27. August    | Meadows Racetrack & Casino, Washington, USA       | Carlos Castillo | Punktsieg (einstimmig) / 6 Runden                   |
| 2016                                                      | 15. September | 2300 Arena, Philadelphia, USA                     | Mike Fowler | Sieg / TKO 5. Runde                                 |
| 2016                                                      | 21. Oktober   | Grand Hotel, Tijuana, Mexiko                      | Carlos Antonio Avila                                                                                                 | Sieg / TKO 5. Runde                                 |
| 2017                                                      | 12. Januar    | Escape Bar, Tijuana, Mexiko                       | Odilon Rivera Meza                                                                                                   | Sieg / TKO 1. Runde                                 |
| 2017                                                      | 28. Januar    | AS Boxing Arena, Tijuana, Mexiko                  | Daniel Armando Valenzuela                                                                                            | Sieg / KO 2. Runde                                  |
| 2017                                                      | 4. März       | Salon Sindicato Alba Roja, Tijuana, Mexiko        | Maximino Toala WBC-Junioren Leichtgewicht-Weltmeisterschaft                                                          | Sieg / TKO 4. Runde                                 |
| 2017                                                      | 15. April     | Salon Sindicato Alba Roja, Tijuana, Mexiko        | Hector Garcia Montes                                                                                                 | Punktsieg (einstimmig) / 8 Runden                   |
| 2017                                                      | 24. Juni      | Agua Caliente Casino, Rancho Mirage, USA          | Miguel Angel Perez Aispuro                                                                                           | Sieg / KO 5. Runde                                  |
| 2017                                                      | 22. September | SugarHouse Casino, Philadelphia, USA              | Mario Enrique Tinoco                                                                                                 | Punktsieg (einstimmig) / 8 Runden                   |
| 2017                                                      | 4. November   | Buckhead Fight Club, Atlanta, USA                 | Hamza Sempewo | Sieg / TKO 5. Runde                                 |
| 2018                                                      | 11. Mai       | 2300 Arena, Philadelphia, USA                     | Mason Menard IBF-USBA Leichtgewicht-Meisterschaft                                                                    | Sieg / Aufgabe 9. Runde                             |
| 2018                                                      | 28. September | Pechanga Resort & Casino, Temecula, USA           | Juan Carlos Burgos IBF-NA Leichtgewicht-Meisterschaft                                                                | Punktsieg (einstimmig) / 10 Runden                  |
| 2019                                                      | 11. Januar    | StageWorks, Shreveport, USA                       | Xolisani Ndongeni WBO-Intercontinental Leichtgewicht-Meisterschaft WBC-International Leichtgewicht-Meisterschaft     | Punktsieg (einstimmig) / 10 Runden                  |
| 2019                                                      | 25. Mai       | MGM National Harbor, Oxon Hill, USA               | Antonio Moran WBO-Intercontinental Leichtgewicht-Titelverteidigung WBC-International Leichtgewicht-Titelverteidigung | Sieg / KO 7. Runde                                  |
| 2019                                                      | 13. September | Madison Square Garden, New York, USA              | Zaur Abdullaev WBC-Interim Leichtgewicht-Weltmeisterschaft                                                           | Sieg / Aufgabe 4. Runde                             |
| 2019                                                      | 9. November   | Crypto.com Arena, Los Angeles, USA                | Alfredo Santiago WBC-Leichtgewicht-Titelverteidigung                                                                 | Punktsieg (einstimmig) / 12 Runden                  |
| 2020                                                      | 7. November   | Seminole Hard Rock Hotel & Casino, Hollywood, USA | Yuriorkis Gamboa WBC-Leichtgewicht-Titelverteidigung                                                                 | Punktsieg (einstimmig) / 12 Runden                  |
| 2021                                                      | 29. Mai       | Michelob Ultra Arena, Las Vegas, USA              | Jorge Linares WBC-Leichtgewicht-Titelverteidigung                                                                    | Punktsieg (einstimmig) / 12 Runden                  |
| 2021                                                      | 4. Dezember   | MGM Grand Garden Arena, Las Vegas, USA            | Joseph Diaz WBC-Leichtgewicht-Titelverteidigung                                                                      | Punktsieg (einstimmig) / 12 Runden                  |
| 2022                                                      | 5. Juni       | Marvel Stadium, Melbourne, Australien             | George Kambosos IBF/WBA/WBC/WBO-Leichtgewicht-Titelvereinigung                                                       | Punktsieg (einstimmig) / 12 Runden                  |
| 2022                                                      | 16. Oktober   | Rod Laver Arena, Melbourne, Australien            | George Kambosos IBF/WBA/WBC/WBO-Leichtgewicht-Titelverteidigung                                                      | Punktsieg (einstimmig) / 12 Runden                  |
| 2023                                                      | 20. Mai       | MGM Grand Garden Arena, Las Vegas, USA            | Wassyl Lomatschenko IBF/WBA/WBC/WBO-Leichtgewicht-Titelverteidigung                                                  | Punktsieg (einstimmig) / 12 Runden                  |
| 2023                                                      | 9. Dezember   | Chase Center, San Francisco, USA                  | Regis Prograis WBC-Superleichtgewicht-Weltmeisterschaft                                                              | Punktsieg (einstimmig) / 12 Runden                  |
| 2024                                                      | 20. April     | Barclays Center, Brooklyn, USA                    | Ryan Garcia | Punktniederlage (Mehrheitsentscheidung) / 12 Runden |
| Quelle: Devin Haney in der BoxRec-Datenbank               |               |                                                   | |                                                     |